# Chris Dednam
Christoffel Cornelius „Chris“ Dednam (* 8. August 1983 in Bloemfontein) ist ein Badmintonspieler aus Südafrika.

## Sportliche Karriere
Chris Dednam nahm an 2004 und 2008 an den Olympischen Spielen teil. Seine beste Platzierung erreichte er dabei mit Platz neun im Herrendoppel 2008 mit seinem Bruder Roelof Dednam. Dednam gewann über ein Dutzend südafrikanische Meistertitel in den Einzeldisziplinen. Er gewann des Weiteren auch die Afrikanspiele und die Afrikameisterschaft.

## Erfolge
| Saison | Veranstaltung                 | Disziplin    | Platz | Name                               |
| ------ | ----------------------------- | ------------ | ----- | ---------------------------------- |
| 2001   | Südafrikanische Meisterschaft | Herrendoppel | 1     | Chris Dednam / Johan Kleingeld     |
| 2001   | Südafrikanische Meisterschaft | Mixed        | 1     | Chris Dednam / Antoinette Uys      |
| 2002   | Afrikameisterschaft           | Mixed        | 1     | Chris Dednam / Antoinette Uys      |
| 2002   | Südafrikanische Meisterschaft | Herrendoppel | 1     | Chris Dednam / Johan Kleingeld     |
| 2002   | Afrikameisterschaft           | Herrendoppel | 2     | Johan Kleingeld / Chris Dednam     |
| 2002   | South Africa International    | Herrendoppel | 1     | Chris Dednam / Johan Kleingeld     |
| 2002   | South Africa International    | Mixed        | 1     | Chris Dednam / Antoinette Uys      |
| 2003   | Afrikaspiele                  | Mixed        | 1     | Chris Dednam / Antoinette Uys      |
| 2003   | Südafrikanische Meisterschaft | Herreneinzel | 1     | Chris Dednam                       |
| 2003   | Südafrikanische Meisterschaft | Herrendoppel | 1     | Chris Dednam / Johan Kleingeld     |
| 2004   | Südafrikanische Meisterschaft | Herreneinzel | 1     | Chris Dednam                       |
| 2004   | Südafrikanische Meisterschaft | Herrendoppel | 1     | Chris Dednam / Roelof Dednam       |
| 2004   | Olympia                       | Herreneinzel | 17    | Chris Dednam                       |
| 2004   | Afrikameisterschaft           | Herrendoppel | 1     | Johan Kleingeld / Chris Dednam     |
| 2004   | Afrikameisterschaft           | Herreneinzel | 3     | Chris Dednam                       |
| 2005   | South Africa International    | Herrendoppel | 1     | Chris Dednam / Roelof Dednam       |
| 2005   | Südafrikanische Meisterschaft | Herreneinzel | 1     | Chris Dednam                       |
| 2005   | Südafrikanische Meisterschaft | Herrendoppel | 1     | Chris Dednam / Roelof Dednam       |
| 2006   | Südafrikanische Meisterschaft | Herreneinzel | 1     | Chris Dednam                       |
| 2006   | Mauritius International       | Mixed        | 3     | Chris Dednam / Annari Viljoen      |
| 2006   | Südafrikanische Meisterschaft | Herrendoppel | 1     | Chris Dednam / Roelof Dednam       |
| 2006   | Mauritius International       | Herrendoppel | 2     | Christoffel Dednam / Roelof Dednam |
| 2006   | Afrikameisterschaft           | Herrendoppel | 1     | Roelof Dednam / Chris Dednam       |
| 2006   | Afrikameisterschaft           | Herreneinzel | 3     | Chris Dednam                       |
| 2007   | South Africa International    | Mixed        | 1     | Chris Dednam / Annari Viljoen      |
| 2007   | Mauritius International       | Mixed        | 1     | Chris Dednam / Michelle Edwards    |
| 2007   | Afrikanspiele                 | Herrendoppel | 1     | Roelof Dednam / Chris Dednam       |
| 2007   | Afrikameisterschaft           | Herreneinzel | 3     | Chris Dednam                       |
| 2007   | Afrikameisterschaft           | Mixed        | 2     | Chris Dednam / Michelle Edwards    |
| 2007   | Südafrikanische Meisterschaft | Herrendoppel | 1     | Chris Dednam / Roelof Dednam       |
| 2007   | Afrikameisterschaft           | Herrendoppel | 1     | Roelof Dednam / Chris Dednam       |
| 2007   | Mauritius International       | Herrendoppel | 2     | Christoffel Dednam / Roelof Dednam |
| 2008   | Südafrikanische Meisterschaft | Herrendoppel | 1     | Chris Dednam / Roelof Dednam       |
| 2008   | Südafrikanische Meisterschaft | Mixed        | 1     | Chris Dednam / Michelle Edwards    |
| 2008   | Südafrikanische Meisterschaft | Herreneinzel | 1     | Chris Dednam                       |
| 2008   | South Africa International    | Mixed        | 1     | Chris Dednam / Michelle Edwards    |
| 2009   | Afrikameisterschaft           | Herrendoppel | 2     | Dorian James / Chris Dednam        |
| 2009   | Kenya International           | Herrendoppel | 1     | Dorian James / Chris Dednam        |
| 2009   | Kenya International           | Mixed        | 1     | Chris Dednam / Michelle Edwards    |
| 2009   | Südafrikanische Meisterschaft | Mixed        | 1     | Chris Dednam / Annari Viljoen      |
| 2010   | Kenya International           | Mixed        | 1     | Chris Dednam / Michelle Edwards    |
| 2011   | Südafrikanische Meisterschaft | Mixed        | 1     | Chris Dednam / Annari Viljoen      |
| 2011   | Südafrikanische Meisterschaft | Herrendoppel | 1     | Chris Dednam / Roelof Dednam       |